# Etaxalus iliacus
Etaxalus iliacus är en skalbaggsart som beskrevs av Francis Polkinghorne Pascoe 1865. Etaxalus iliacus ingår i släktet Etaxalus och familjen långhorningar. Inga underarter finns listade i Catalogue of Life.